# Географія Сомалі
Сомалі — східноафриканська країна, що знаходиться на крайньому сході континенту, на Африканському розі . Загальна площа країни 637 657 км² (44-те місце у світі), з яких на суходіл припадає 627 337 км², а на поверхню внутрішніх вод — 10 320 км². Площа країни трохи більша за площу території України. 

## Назва
Офіційна назва — Федеративна Республіка Сомалі, Сомалі (араб. الصومال — ель-Сумаль; сом. Soomaaliya). Назва країни походить від назви місцевих жителів, сомалійців, тобто Країна сомалійців. Походження етноніму неясне. Існують різні припущення походження назви. Від кушитського слова, що означає темний або чорний, і вказує на колір шкіри народу. Від місцевої фрази «соо маал» — йти доїти, що вказує на заняття сомалійців, тваринництво. Від імені стародавнього легендарного патріарха Самаале (Samaale), від якого, ніби, безпосередньо походять сомалійці. Колишні назви: Республіка Сомалі, Демократична Республіка Сомалі.

## Географічне положення

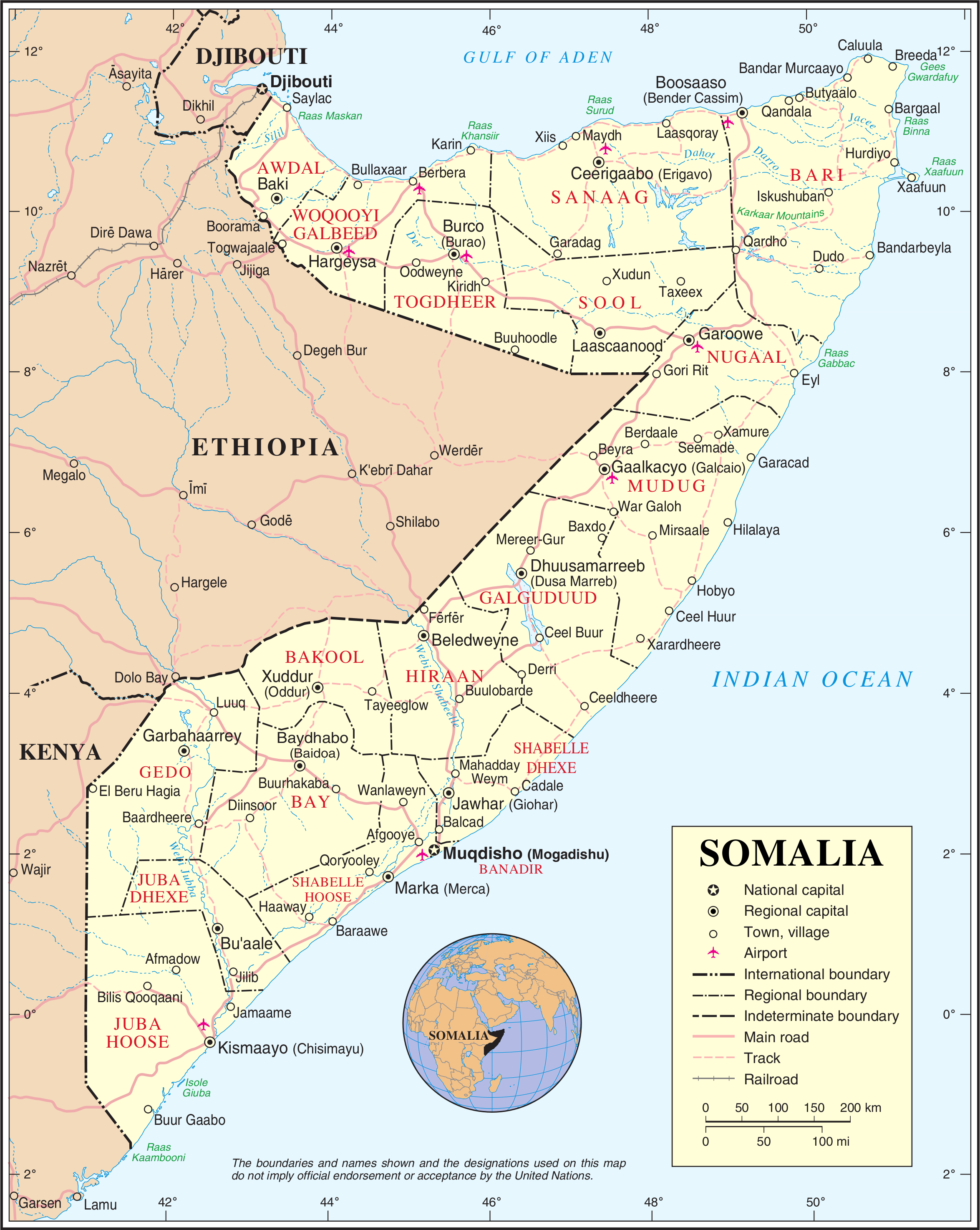
Карта Сомалі від ООН

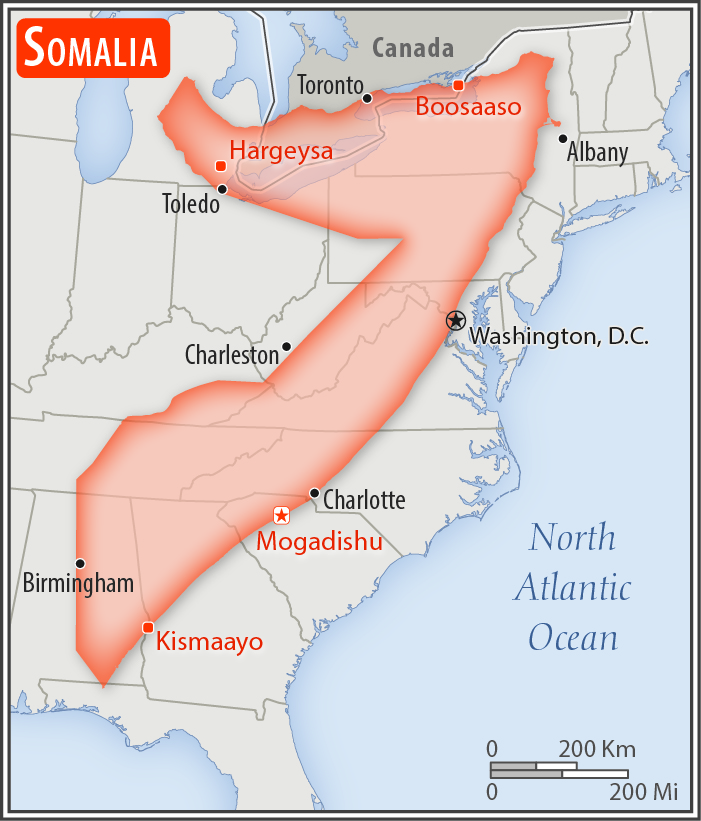
Порівняння розмірів території Сомалі та США

Сомалі — сіхдноафриканська країна, що межує з трьома іншими країнами: на північному заході — з Джибуті (спільний кордон — 61 км), на заході — з Ефіопією (спільний кордон — 1640 км), на півдні — з Кенією (спільний кордон — 684 км). Загальна довжина державного кордону — 2385 км. Сомалі на півночі омивається водами Аденської затоки, на сході й півдні відкритими водами Індійського океану. Загальна довжина морського узбережжя 3025 км.
Згідно з Конвенцією Організації Об'єднаних Націй з морського права (UNCLOS) 1982 року, протяжність територіальних вод країни встановлено в 200 морських миль (370,4 км) від узбережжя.

### Час
Час у Сомалі: UTC+3 (+1 година різниці часу з Києвом).

## Геологія

### Корисні копалини
Надра Сомалі багаті на ряд корисних копалин: уранові руди, залізну руду, олово, гіпс, боксити, мідь, кам'яну сіль, природний газ, нафту.

## Рельєф
Середні висоти — 41(0 м; найнижча точка — рівень вод Індійського океану (0 м); найвища точка — гора Шимбіріс (2416 м).

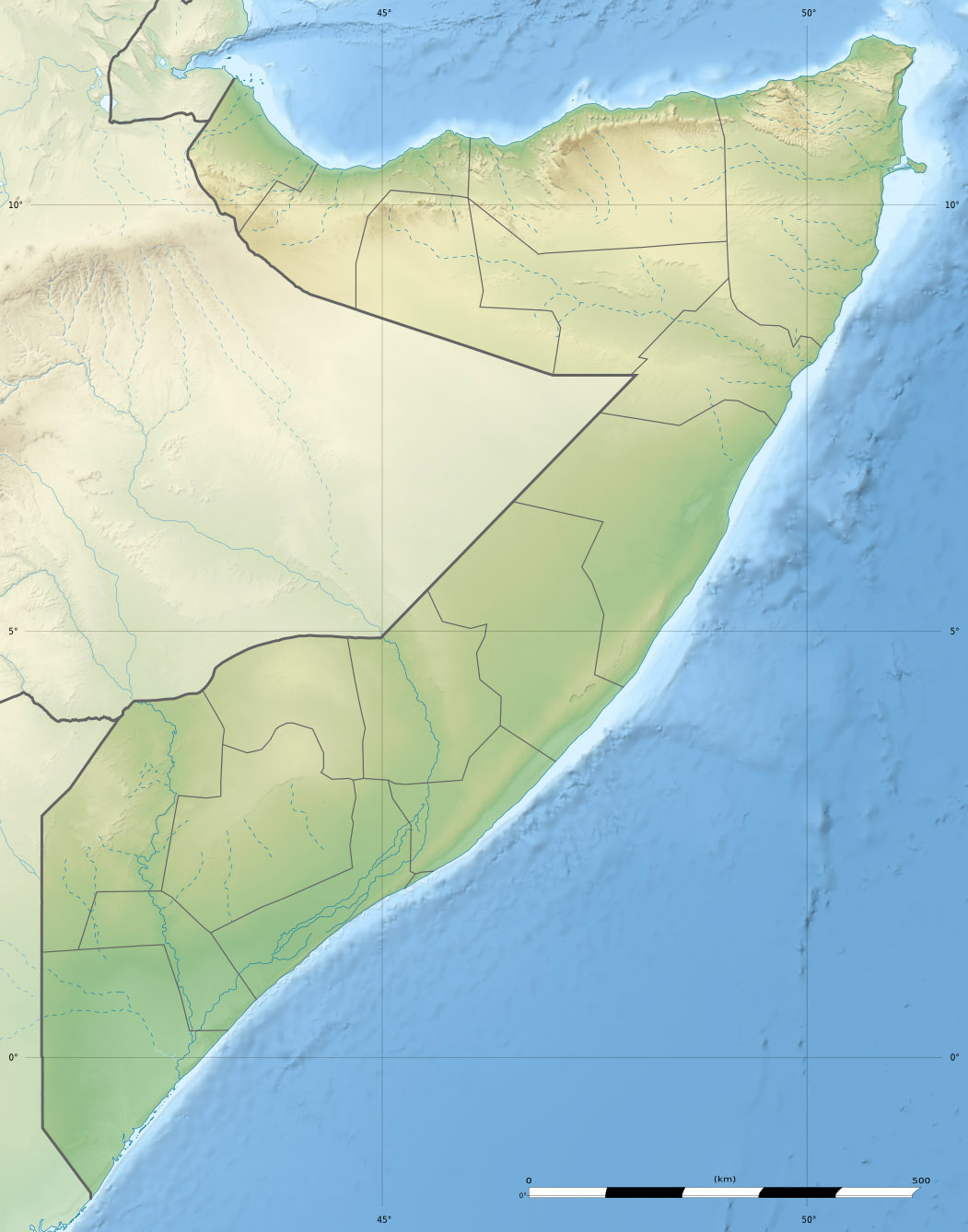
Рельєф Сомалі
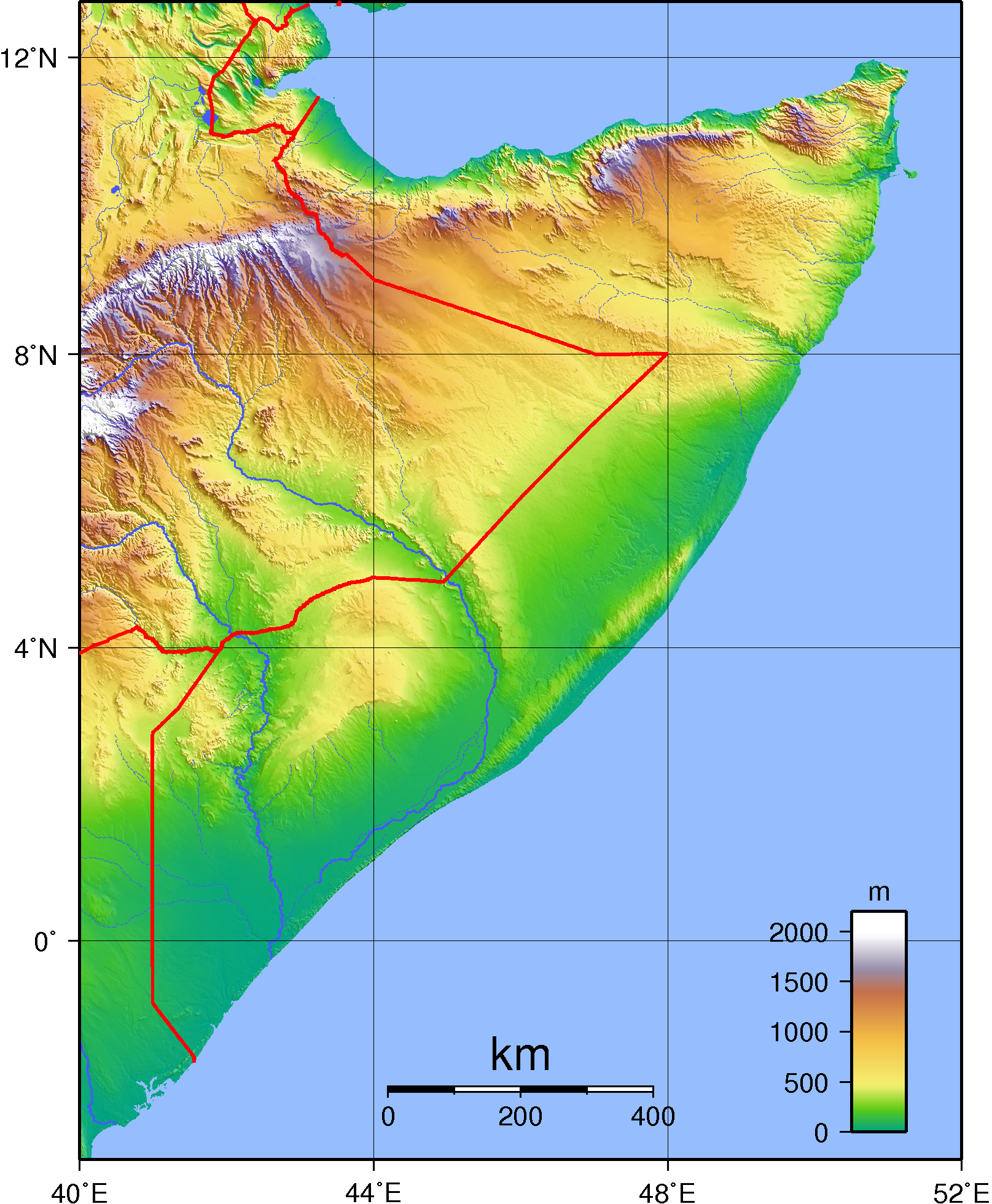
Гіпсометрична карта  Сомалі
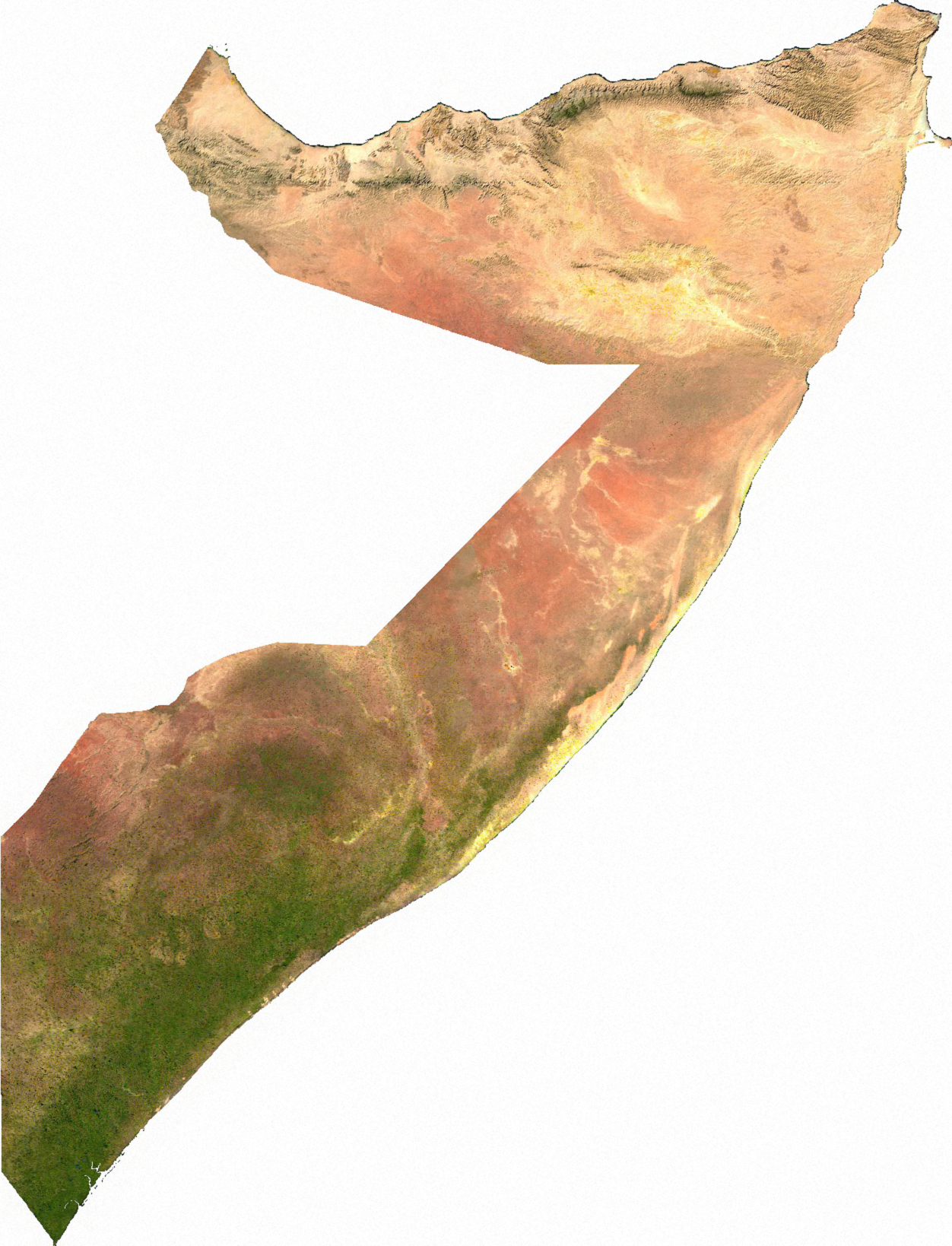
Супутниковий знімок поверхні країни
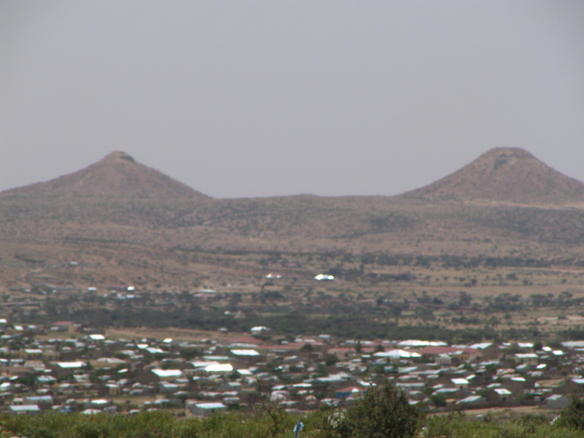
Нааса-Габлуд

## Клімат
Більша частина території Сомалі лежить у субекваторіальному кліматичному поясі, північне узбережжя — у тропічному. Влітку переважають екваторіальні повітряні маси, взимку — тропічні. Влітку вітри дмуть від, а взимку до екватора. Сезонні амплітуди температури повітря незначні, зимовий період не набагато прохолодніший за літній, на півночі спекотна посушлива погода з великими добовими амплітудами температури. Зволоження недостатнє, на півночі посушливий клімат. У теплий сезон з океану можуть надходити шторми, що приносять зливи.

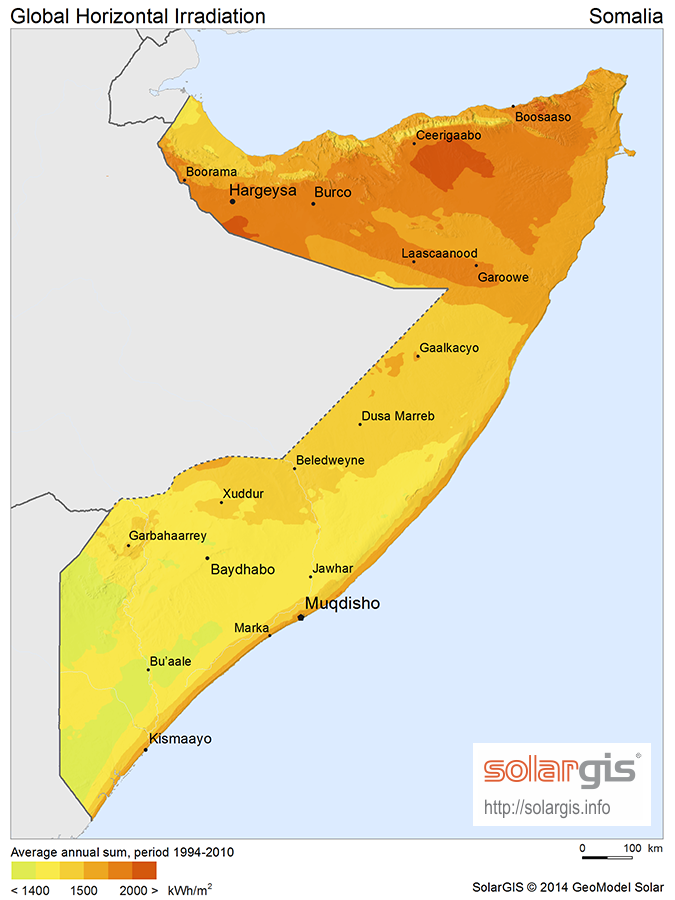
Сонячна радіація (англ.)
Кліматична карта Сомалі (за Кеппеном)

| Клімат Сомалі                                    | Клімат Сомалі | Клімат Сомалі | Клімат Сомалі | Клімат Сомалі | Клімат Сомалі | Клімат Сомалі | Клімат Сомалі | Клімат Сомалі | Клімат Сомалі | Клімат Сомалі | Клімат Сомалі | Клімат Сомалі | Клімат Сомалі |
| Показник                                         | Січ.          | Лют.          | Бер.          | Квіт.         | Трав.         | Черв.         | Лип.          | Серп.         | Вер.          | Жовт.         | Лист.         | Груд.         | Рік           |
| Середній максимум, °C                            | 28            | 28            | 34            | 38            | 40            | 40            | 40            | 30            | 30            | 30            | 30            | 30            | 30            |
| Середній мінімум, °C                             | 15            | 15            | 15            | 15            | 15            | 15            | 15            | 15            | 15            | 15            | 15            | 15            | 15            |
| Норма опадів, мм                                 | 40            | 40            | 40            | 40            | 40            | 40            | 50            | 50            | 40            | 40            | 40            | 40            | 500           |
| ------------------------------------------------ | ------------- | ------------- | ------------- | ------------- | ------------- | ------------- | ------------- | ------------- | ------------- | ------------- | ------------- | ------------- | ------------- |
| Джерело: Somalia – Climate, 14 травня 2009 року. |               |               |               |               |               |               |               |               |               |               |               |               |               |

Сомалі від 1 квітня 1964 року є членом Всесвітньої метеорологічної організації (WMO), в країні ведуться систематичні спостереження за погодою.

## Внутрішні води
Загальні запаси відновлюваних водних ресурсів (ґрунтові і поверхневі прісні води) становлять 14,7 км³. Станом на 2012 рік в країні налічувалось 2 тис. км² зрошуваних земель.

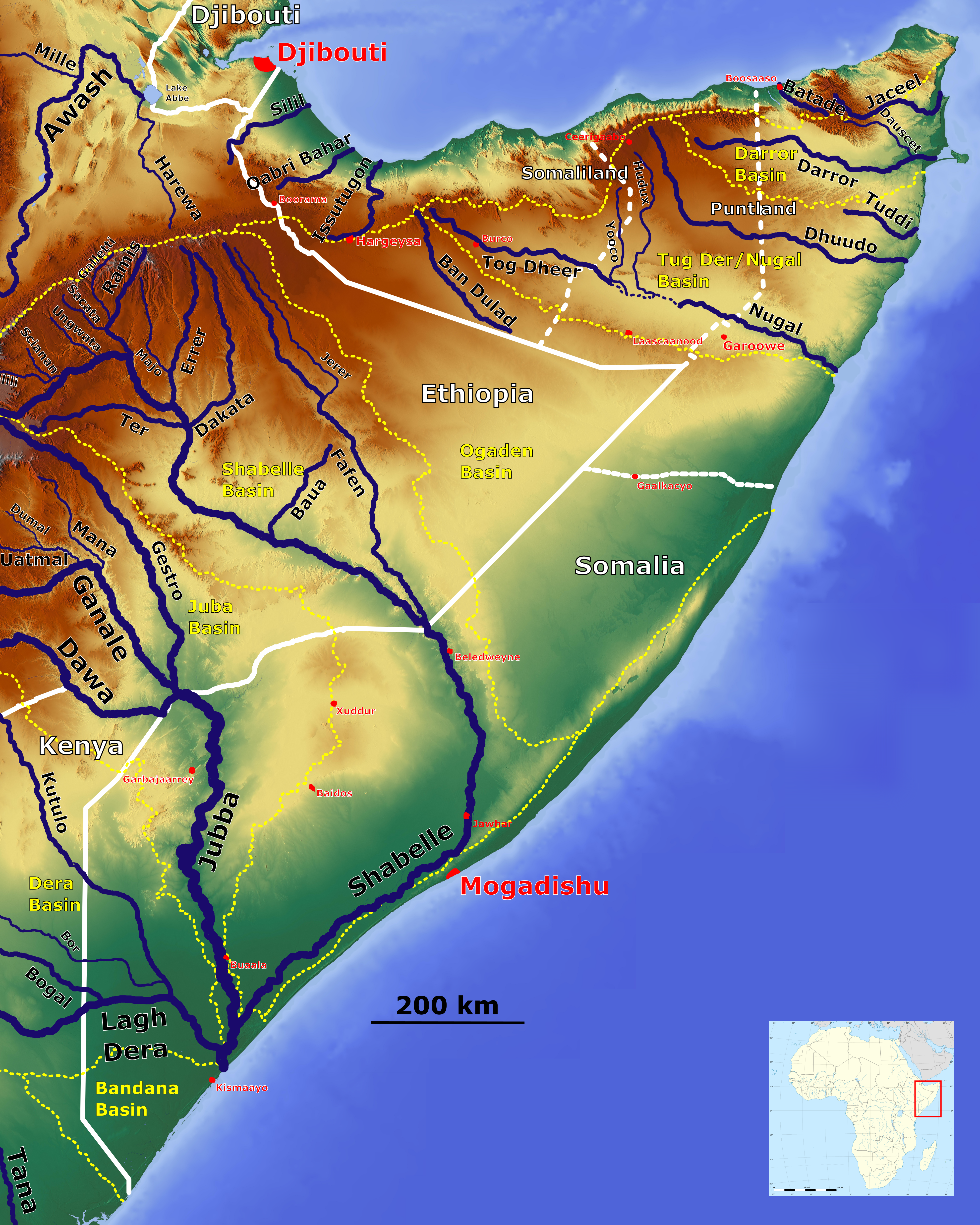
Річки Сомалі
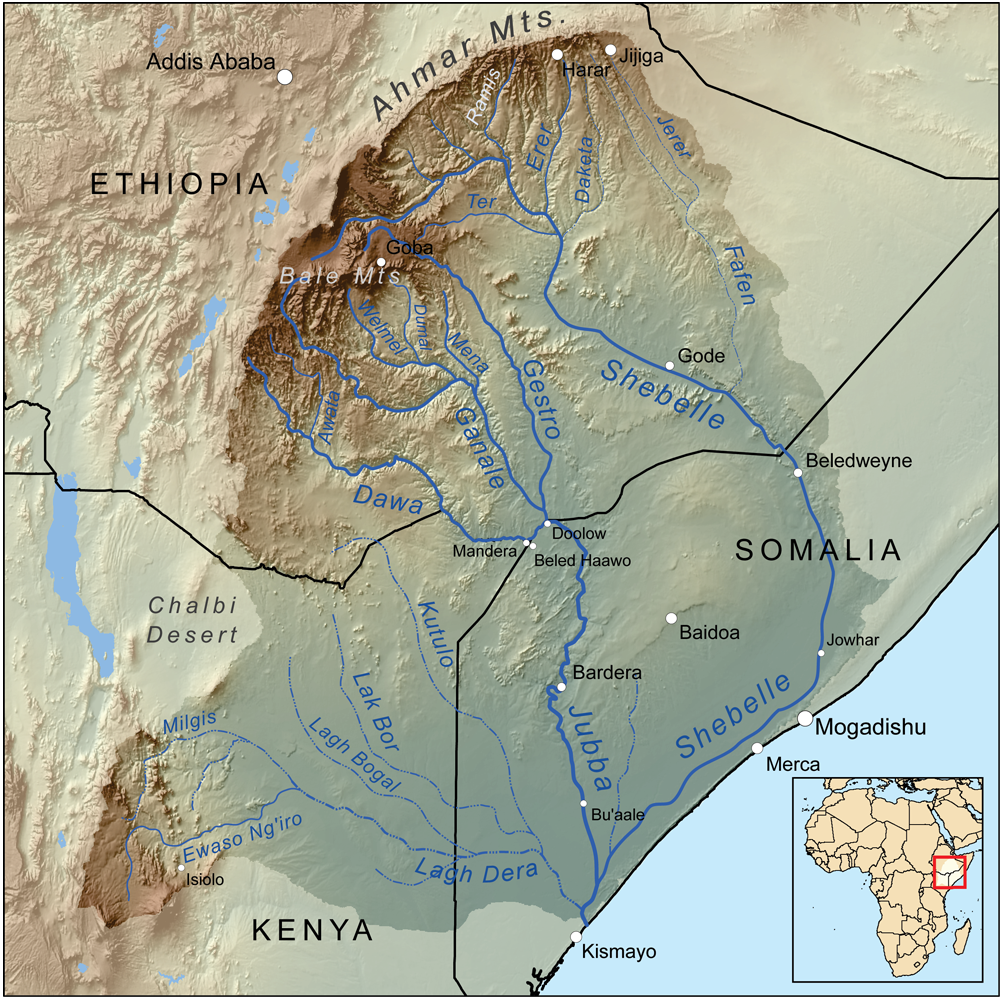
Сточище Вебі-Шабелле

### Річки
Річки країни належать басейну Індійського океану.

## Рослинність
Земельні ресурси Сомалі (оцінка 2011 року):
- придатні для сільськогосподарського обробітку землі — 70,3 %,
  - орні землі — 1,8 %,
  - багаторічні насадження — 0 %,
  - землі, що постійно використовуються під пасовища — 68,5 %;
- землі, зайняті лісами і чагарниками — 10,6 %;
- інше — 19,1 %[1].

## Тваринний світ
Зоогеографічно територія країни належить до Східноафриканської підобласті Ефіопської області.

## Охорона природи
Сомалі є учасником ряду міжнародних угод з охорони навколишнього середовища:
- Конвенції про біологічне різноманіття (CBD),
- Конвенції ООН про боротьбу з опустелюванням (UNCCD),
- Конвенції про міжнародну торгівлю видами дикої фауни і флори, що перебувають під загрозою зникнення (CITES),
- Конвенції з міжнародного морського права,
- Монреальського протоколу з охорони озонового шару[1].

## Стихійні лиха та екологічні проблеми

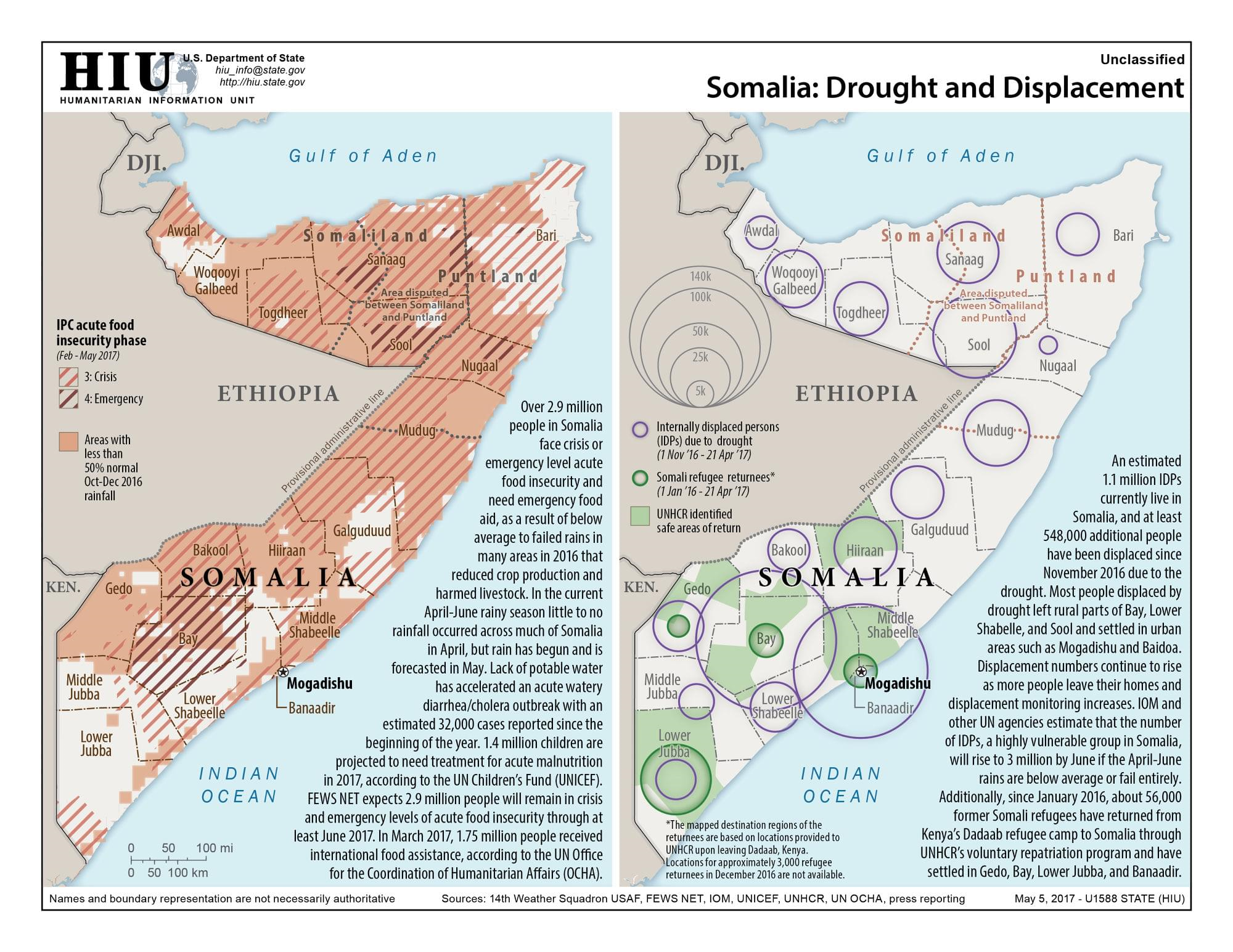
Посуха 2016 року і спричинені нею міграції населення

На території країни спостерігаються небезпечні природні явища і стихійні лиха:
- повторювані посухи;
- часті пилові бурі на сході влітку;
- повіді під час сезону дощів[1].

Серед екологічних проблем варто відзначити:
- посухи, що призводять до періодичного голоду;
- забруднення вод, що призводе до поширення інфекційних хвороб;
- знеліснення;
- перевипасання;
- ерозію ґрунтів;
- спустелювання.

## Фізико-географічне районування
У фізико-географічному відношенні територію Сомалі можна розділити на _ райони, що відрізняються один від одного рельєфом, кліматом, рослинним покривом: .

### Українською
- Атлас світу / голов. ред. І. С. Руденко ; зав. ред. В. В. Радченко ; відп. ред. О. В. Вакуленко. — К. : ДНВП «Картографія», 2005. — 336 с. — ISBN 9666315467.
- Атлас. 7 клас. Географія материків і океанів / Укладачі О. Я. Скуратович, Н. І. Чанцева. — К. : ДНВП «Картографія», 2014.
- Бєлозоров С. Т. Африка : фізико-географічний нарис. — вид. 2-ге, перероб. і доп. — К. : Радянська школа, 1957. — 232 с.
- Барановська О. В. Фізична географія материків і океанів : навч. посіб. для студентів ВНЗ : [у 2 ч.]. — Н. : Ніжинський державний університет ім. Миколи Гоголя, 2013. — 306 с. — ISBN 978-617-527-106-3.
- Сомалі // Гірничий енциклопедичний словник : [у 3-х тт.] / за ред. В. С. Білецького. — Д. : Східний видавничий дім, 2004. — Т. 3. — 752 с. — ISBN 966-7804-78-X.
- Костів Л. Я. Фізична географія материків і океанів. Африка : навч.-метод. посібник. — Л. : Видавничий центр ЛНУ імені Івана Франка, 2017. — 184 с. — ISBN 978-617-10-0374-3.
- Панасенко Б. Д. Фізична географія материків : навч. посіб. : в 2 ч. — В. : ЕкоБізнесЦентр, 1999. — 200 с.
- Юрківський В. М. Регіональна економічна і соціальна географія. Зарубіжні країни: Підручник. — 2-ге. — К. : Либідь, 2001. — 416 с. — ISBN 966-06-0092-5.

### Англійською
- (англ.) Graham Bateman. The Encyclopedia of World Geography. — Andromeda, 2002. — 288 с. — ISBN 1871869587.

### Російською
- (рос.) Авакян А. Б., Салтанкин В. П., Шарапов В. А. Водохранилища. — М. : Мысль, 1987. — 326 с. — (Природа мира)
- (рос.) Алисов Б. П., Берлин И. А., Михель В. М. Курс климатологии [в 3-х тт.] / под. ред. Е. С. Рубинштейна. — Л. : Гидрометиздат, 1954. — Т. 3. Климаты земного шара. — 320 с.
- (рос.) Апродов В. А. Вулканы. — М. : Мысль, 1982. — 368 с. — (Природа мира)
- (рос.) Апродов В. А. Зоны землетрясений. — М. : Мысль, 2010. — 462 с. — (Природа мира) — ISBN 978-5-244-01122-7.
- (рос.) Сомали // Африка: энциклопедический справочник [в 2-х тт.] / гл. ред. А. А. Громыко. — М. : Советская энциклопедия, 1986. — Т. 2. К-Я. — 671 с.
- (рос.) Бабаев А. Г., Зонн И. С., Дроздов Н. Н., Фрейкин З. Г. Пустыни. — М.  : Мысль, 1986. — 320 с. — (Природа мира)
- (рос.) Браун Л. Африка. — М. : Прогресс, 1976. — 288 с. — (Континенты, на которых мы живем)
- (рос.) Букштынов А. Д., Грошев Б. И., Крылов Г. В. Леса. — М. : Мысль, 1981. — 316 с. — (Природа мира)
- (рос.) Власова Т. В. Физическая география материков. С прилегающими частями океанов. Южная Америка, Африка, Австралия и Океания, Антарктида. — 4-е, перераб. — М. : Просвещение, 1986. — 269 с.
- (рос.) Гвоздецкий Н. А., Голубчиков Ю. Н. Горы. — М. : Мысль, 1987. — 400 с. — (Природа мира)
- (рос.) Гвоздецкий Н. А. Карст. — М. : Мысль, 1981. — 214 с. — (Природа мира)
- (рос.) Географический энциклопедический словарь: географические названия / под. ред. А. Ф. Трёшникова. — 2-е изд., доп. — М. : Советская энциклопедия, 1989. — 585 с. — ISBN 5-85270-057-6.
- (рос.) Исаченко А. Г., Шляпников А. А. Ландшафты. — М. : Мысль, 1989. — 504 с. — (Природа мира) — ISBN 5-244-00177-9.
- (рос.) Каплин П. А., Леонтьев О. К., Лукьянова С. А., Никифоров Л. Г. Берега. — М. : Мысль, 1991. — 480 с. — (Природа мира) — ISBN 5-244-00449-2.
- (рос.) Словарь современных географических названий / под общей редакцией акад. В. М. Котлякова. — Екатеринбург : У-Фактория, 2006.
- (рос.) Литвин В. М., Лымарев В. И. Острова. — М. : Мысль, 2010. — 288 с. — (Природа мира) — ISBN 978-5-244-01129-6.
- (рос.) Лобова Е. В., Хабаров А. В. Почвы. — М. : Мысль, 1983. — 304 с. — (Природа мира)
- (рос.) Максаковский В. П. Географическая картина мира. Книга I: Общая характеристика мира. — М. : Дрофа, 2008. — 495 с. — ISBN 978-5-358-05275-8.
- (рос.) Максаковский В. П. Географическая картина мира. Книга II: Региональная характеристика мира. — М. : Дрофа, 2009. — 480 с. — ISBN 978-5-358-06280-1.
- (рос.) Поспелов Е. М. Географические названия мира: Топонимический словарь. — М. : АСТ, 2005.
- (рос.) Сомали // Страны Африки. Политико-экономический справочник / ред. В. Солодовников, В. Румянцев. — М. : Издательство политической литературы, 1969. — 318 с.
- (рос.) Физико-географический атлас мира. — М. : Академия наук СССР и Главное управление геодезии и картографии ГУГК СССР, 1964. — 298 с.
- (рос.) Энциклопедия стран мира / глав. ред. Н. А. Симония. — М. : НПО «Экономика» РАН, отделение общественных наук, 2004. — 1319 с. — ISBN 5-282-02318-0.